# (15876) 1996 VO38
(15876) 1996 VO38 là một tiểu hành tinh vành đai chính từ vành đai tiểu hành tinh. Nó được phát hiện bởi Seiji Ueda và Hiroshi Kaneda ở Kushiro, Hokkaidō, Nhật Bản, ngày 12 tháng 11 năm 1996.